# Rhazya greissii
Rhazya greissii là một loài thực vật có hoa trong họ La bố ma. Loài này được Täckh. & Boulos miêu tả khoa học đầu tiên năm 1972.